# Ukraines geografi
Ukraine er det næststørste land i Europa. Det har en strategisk placering i Østeuropa, med grænse til Sortehavet i syd, Polen, Slovakiet og Ungarn i vest, Hviderusland i nord, Moldova og Rumænien i sydvest og Rusland i øst. Grænsen mod Rusland går gennem det Azovske Hav. 
Den nordlige del af Karpaterne, med den højeste top Hoverla på 2.061 m, strækker sig ind i Ukraine i vest, men størstedelen af landskabet består af frugtbare sletter eller stepper og højsletter. Gennem disse løber floder som Dnipro, Sivers'kyj Donets', Dnistro og den Sydlige Buh, som alle løber ud i Sortehavet (Чорне море) eller det mindre Azovske Hav (Азовське море). I sydvest danner Donau-deltaet (ukrainsk: Дунай, Dunaj) grænsen mod Rumænien. 

## Administrativ inddeling
Ukraine er inddelt i 24 oblaster, én autonom republik (avtonomna respublika ) på Krim, og de to selvstændige byer (mista, ental misto ) Kyiv og Sevastopol:
| Oblast                 | Administrationscentrum |
| ---------------------- | ---------------------- |
| Dnipropetrovsk oblast  | Dnipro                 |
| Donetsk oblast         | Donetsk                |
| Ivano-Frankivsk oblast | Ivano-Frankivsk        |
| Kharkiv oblast         | Kharkiv                |
| Kherson oblast         | Kherson                |
| Khmelnytskyj oblast    | Khmelnytskyj           |
| Kyiv oblast            | Kyiv                   |
| Kirovohrad oblast      | Kropyvnytskyj          |
| Luhansk oblast         | Luhansk                |
| Lviv oblast            | Lviv                   |
| Mykolaiv oblast        | Mykolaiv               |
| Odessa oblast          | Odessa                 |
| Poltava oblast         | Poltava                |
| Rivne oblast           | Rivne                  |
| Sumy oblast            | Sumy                   |
| Ternopil oblast        | Ternopil               |
| Tjerkasy oblast        | Tjerkasy               |
| Tjernihiv oblast       | Tjernihiv              |
| Tjernivtsi oblast      | Tjernivtsi             |
| Vínnitsja oblast       | Vínnitsja              |
| Volyn oblast           | Lutsk                  |
| Zakarpatska oblast     | Uzjhorod               |
| Zaporizjzja oblast     | Zaporizjzja            |
| Zjytomyr oblast        | Zjytomyr               |

## Klima
Ukraine har for det meste et kontinentalklima og temperaturforhold som giver gode vækstvilkår for korn. Selv i Kyiv, som ligger helt i nord, har man normal maksimumstemperatur på 22ºC eller højere gennem hele sommeren. Ukraine får almindeligvis nok regn- og tordenbyger om sommeren til at landbruget får nok vand, men tørke kan af og til være et problem. Solen er sjælden langt borte om sommeren, og både foråret og efteråret får en del sol med færre byger end om sommeren. I november sætter vinteren ind. Snedækket ligger almindeligvis på jorden i månedsvis, og floderne er ofte islagt fra begyndelsen af december til marts. Der kan forekomme kortere mildvejrsperioder med temperaturer over 0ºC, men også kuldeperioder med temperaturer godt under -20ºC. Middeltemperaturen i koldeste måned er ca. -2,5 ºC i Odessa og -5 ºC i Kyiv.
Krim, som strækker sig ud i Sortehavet i syd, er omtrent 5ºC varmere om vinteren, men også her kan der være lange perioder med sne. Sommeren er også lidt varmere her end i Kyiv, og kysten helt syd, inkluderet Jalta, har et tilnærmet middelhavsklima. Her er det mere køligt end koldt om vinteren, men med lidt mere nedbør end resten af Krimhalvøen, med 1050 mm som årligt gennemsnit i Jalta. Sne er derimod sjældent her. Om sommeren kan vejret være nok så trykkende, og temperaturerne holder sig stort set mellem 20ºC og 27ºC gennem døgnet. 
De sydvestlige områder af Ukraine, med blandt andet Odessa, ligger i læ for Karpaterne i vest og har forholdsvis tørre forhold, med en årlig nedbør på godt 400 mm i Odessa. Vestenvinden kan her afløse den iskolde nordøstlige vind fra Rusland om vinteren, og temperaturerne kan variere en stor del fra dag til dag. 
Global opvarmning har også bidraget til mildere vintre i Ukraine.[kilde mangler]

## Miljø
Miljøspørgsmål:
Utilstrækkelig tilgang til rent vand, luft- og vandforurening, strålingsfare i nordøst efter Tjernobylulykken i 1986.
Miljøaftaler:

Delagtig i aftaler som omhandler:
luftforurening, biodiversitet, klimaændringer, udrydningstruede dyrearter, miljømodifikationer, miljøfarligt affald, havaffald, forbud mod atomprøvesprængninger, skibsforurening, beskyttelse af ozonlaget

Underskrevet, men ikke stadfæstet:
Kyoto-aftalen

## Dyreliv
Ukraine tilhører den palæarktiske region. Landfaunaen er typisk for den østeuropæiske steppe, men er naturligvis præget af menneskeskabte påvirkninger.
Af fugle er rovfuglene godt repræsenteret, i den grad bestandene ikke er decimeret pga. jagt, forurenende stoffer eller fordi levestederne er ødelagt. Vandløbene – særligt flodmundingerne og vådområderne – huser en mangfoldighed af ænder, måger, vadefugle, vandhøns osv. Dette gælder ikke mindst dele af Pripjat-sumpene, som ligger på begge sider af grænsen mod Hviderusland – og nordvest for Tjernobyl. Myndighederne fandt ud af at disse områder var farlige for mennesker, og blev så derfor fredet. Vådområderne, i den grad de ikke fryser til, er også vinterkvarterer for trækfugle nordfra. En del ukrainske trækfugle overvintrer på Krim.
De store, stilleflydende floder har en rig fauna af ferskvandsfisk. Når Sortehavet periodevis har været en stor indsø, har disse fisk let kunnet sprede sig fra flod til flod – det samme kan fisk fortsat som tåler brakvand og fisk som tager fra Sortehavet op i floderne for at gyde. Til de sidste hører støren og dens slægtninge beluga (hus) og sterlet (noget tilsvarende laks og havørred hos os). Støren findes således i alle sortehavsfloderne, men er nu blevet sjældne pga. forurening og overfiskning. Siden 1960'erne har man drevet opdræt af stør. Karpefisk – både karpen selv og dens mange slægtninge – er godt repræsenteret i de ukrainske vandløb.